# Reichsteinovy sloučeniny
Reichstainovy sloučeniny, jsou sloučeniny, které syntetizoval Tadeus Reichstein. Tyto sloučeniny se označují písmeny. Např.
- Reichsteinova sloučenina M známá jako hydrokortizon je (11β)-11,17,21-trihydroxypregn-4-en-3,20-dion.
- Reichsteinova sloučenina S známá jako cortexolon je 17,21-dihydroxy-4-pregnen-3,20-dion, který slouží právě při výrobě hydrokortizonu.